# Péninsule de Karaburun
Pour les articles homonymes, voir Karaburun (homonymie).

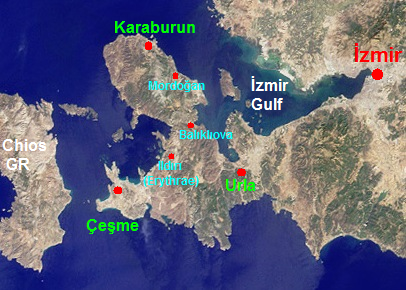
Péninsule de Karaburun

La péninsule de Karaburun (cap Noir en turc) est une péninsule près du golfe d'İzmir, sur la côte ouest de la Turquie. Elle fait face à l'île grecque de Chios dont elle est séparée par le détroit de Chios. La ville de Karaburun se situe à son extrémité nord-est, au débouché du golfe d'İzmir.

## Géographie

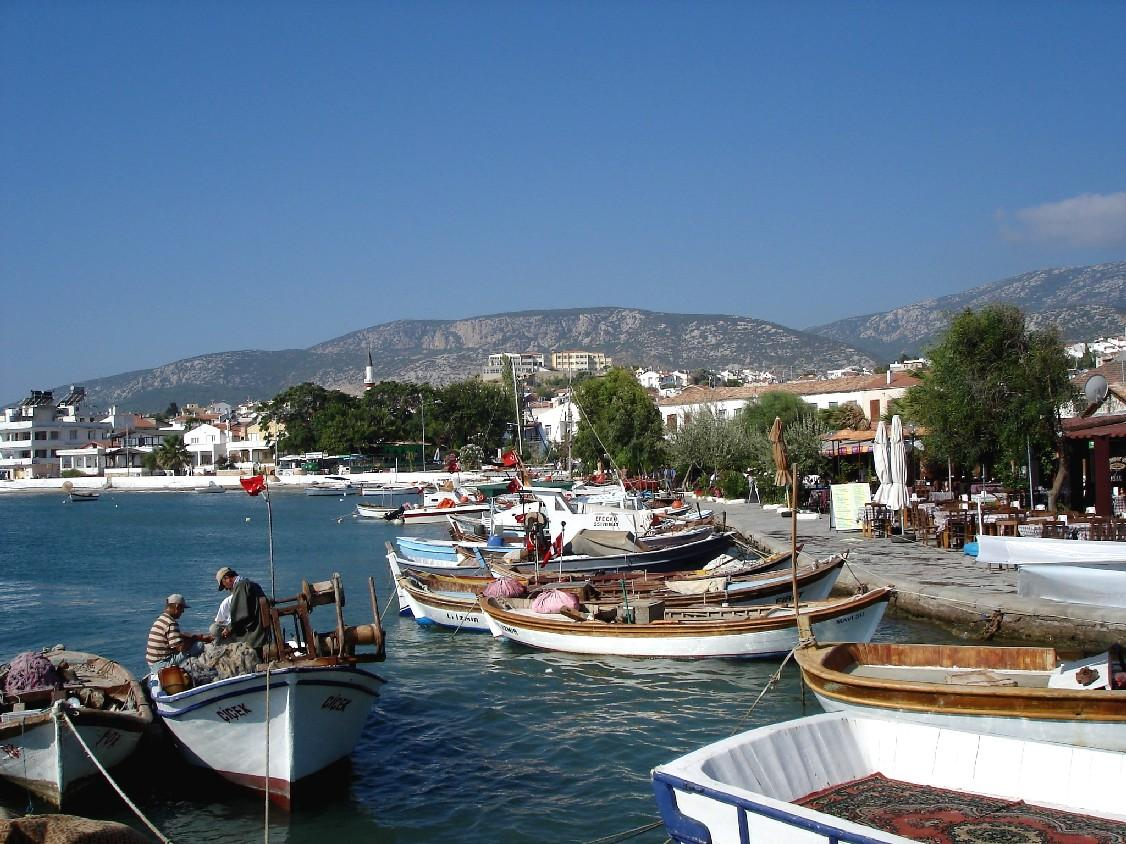
Le port de pêche de Mordoğan

La péninsule est située entre le golfe d'İzmir, à l'est, et le détroit de Chios, à l'ouest. Elle est une grande excroissance de la péninsule d'Urla vers le nord. Son point culminant est l'Akdağ (1218 m).
Une route principale longe sa côte orientale, dessert la petite ville de Mordoğan (en) et aboutit à Karaburun. Le centre et l'ouest de la péninsule sont d'accès plus difficile.
La péninsule constitue la limite entre la mer Adriatique et la mer Ionienne.